# شاميري جوفا
شاميري جوفا هو كهف منفرد في بوخارا ، وسط النيبال.  ويشتهر بأنه موطن للخفافيش. وتتكون جدرانه من الحجر الجيري، ويعد واحدا من أشهر الوجهات السياحية في بوخارا.

## الجغرافيا
الكهف له مدخل واحد ومخرج واحد.  المخرج أضيق من المدخل ويحتاج إلى التسلق.  الاعتقاد الأصلي هو أن الذين لم يخطئوا هم فقط الذين يستطيعون اجتياز فتحة الخروج،  الكهف محاط بالغابة، وهو قريب من كهف ماهيندرا القريب. والكهف على شكل حرف U وداخل الكهف منحوتات لآلهة هندوسية.